# آرثر جي. بركس
آرثر جي. بركس (بالإنجليزية: Arthur J. Burks)‏ (13 سبتمبر 1898، ووترفيل في الولايات المتحدة - 13 مايو 1974 في الولايات المتحدة)؛ ضابط وروائي أمريكي.

## روابط خارجية
- آرثر جي. بركس على موقع ديسكوغز (الإنجليزية)